# Mecaphesa prosper
Mecaphesa prosper là một loài nhện trong họ Thomisidae.
Loài này thuộc chi Mecaphesa. Mecaphesa prosper được Octavius Pickard-Cambridge miêu tả năm 1896.